# Rio Ognon (Franche-Comté)
O rio Ognon é um rio do leste de França, afluente do rio Saône pela margem esquerda, sendo a confluência em Pontailler-sur-Saône. Nasce em Haut-du-Them-Château-Lambert nas montanhas dos Vosges, perto do Ballon d'Alsace.
Os departamentos e comunas atravessadas pelo rio são: 
- Haute-Saône: Mélisey, Lure, Villersexel, Pesmes
- Doubs: Rougemont
- Jura:
- Côte-d'Or: Pontailler-sur-Saône

Os seus principais afluentes são:
- margem esquerda:
  - Rio Rahin
  - Rio Scey (afluente: o rio Rognon)

- margem direita:
  - Rio Reigne
  - Rio Linotte
  - Rio Résie
  - Rio Buthiers